# Włodzimierz Piliński
Włodzimierz Piliński (1. října 1856 – 25. srpna 1912 Řešov) byl rakouský právník a politik polské národnosti z Haliče, na konci 19. století poslanec Říšské rady.

## Biografie
Působil na postu ředitele městské spořitelny v Řešově. Zasedal jako poslanec Haličského zemského sněmu. Roku 1896 byl zvolen do okresní rady v Rzeszowě.
Byl také poslancem Říšské rady (celostátního parlamentu Předlitavska), kam usedl ve volbách do Říšské rady roku 1897 za kurii velkostatkářskou v Haliči. V rejstříku poslanců v období 1897–1901 se uvádí jako rytíř Dr. Wladimir Piliński, advokát a statkář, bytem Řešov.
Ve volbách roku 1897 je uváděn jako oficiální polský kandidát, tedy kandidát parlamentního Polského klubu. Byl konzervativně orientován.
Zemřel v srpnu 1912.